# Mighty Botai
 (The) Mighty Botai, artiestennaam van Eddy Felter (Coronie, 23 januari 1931 - aldaar, 20 september 2001), was een Surinaamse slagwerker en zanger en tevens de naam van zijn gelijknamige band.

## Biografie
Felter begint zijn muzikale loopbaan als percussionist in kasekogroepen, waaronder Orchestra Washboard. Ook maakte hij in Suriname deel uit van de band van Gusje Ost. Hierna speelde hij enige tijd in het buurland Guyana en vertrok vervolgens in 1972 naar Nederland.
Daar richtte hij Radio Sranan op die gericht was op Surinamers in Amsterdam. Er werd muziek gedraaid uit Suriname en Zuid-Amerika en de presentatie was volledig in het Sranantongo, waarmee het station een primeur was in zijn soort.
In 1970 had hij een hit met Blanke meid. Meer dan dertig jaar later, kort na de dood van Felter, had de rapper Kay-LC (Keeyel) met de bewerking Geef me dat ding nog een kleine zomerhit. Botai wan bigi man en Ala sa mi du waren andere hits van Mighty Botai. Bij elkaar bracht hij vanaf 1975 vijf elpees uit, waarvan als eerste Onafhankelijkheid (srefidensi) Suriname.
In 1977 onderscheidde de Rijksuniversiteit Gent Felter als doctor in de toegepaste inheemse folkloristische Surinaamse muziek.
Kort voor zijn dood op 20 september 2001 was Felter teruggekeerd naar zijn geboortestreek Coronie. Hij is 71 jaar oud geworden.
Zij station is als radioprogramma voortgezet door CarribeanFM, dat deel uitmaakt van SALTO, en bestaat anno 2015 nog steeds.